# Cementiri Zōshigaya
El cementeri Zōshigaya (雑司ヶ谷霊園, Zōshigaya Reien) és un cementiri públic situat a la zona de Minami-Ikebukuro, al barri de Toshima de Tòquio. Originalment va ser fundat pel govern de la prefectura de Tòquio l'any 1874, sobre terrenys que havien estat propietat del shōgun, per influència dels cementiris occidentals i a causa de la prohibició de les incineracions. El cementiri és de caràcter aconfessional i a les més de 10 ha que abasta hi ha enterrades moltes personalitats il·lustres. Actualment la seva gestió depèn de l'Associació de Parcs Metropolitans de Tòquio.
L'adreça concreta és Minami-Ikebukuro 4-25-1, Toshima, 171-0022, Tòquio. És accessible des del metro (estació de Higashi-Ikebukuro) i el tren (estació d'Ikebukuro, línia Yamanote).

## Descripció
El terreny que ocupa el cementiri té un total 106.100 metres quadrats. Principalment és pla i està coberts de molts arbres zelkova, que altrament proporciona un entorn natural als habitatges dels voltants. Disposa d'alguns edificis a la seva entrada, el conegut com saló Suso, construït el desembre de 1938, juntament amb la connexió d'una sala funerària i unes guixetes temporals.
Pel que fa a les tombes, la majoria són tradicionals, formades per un bloc de pedra vertical amb el nom de la família en kanji gravat sobre ella, a vegades amb el segell familiar anomenat kamon. Altres tombes no estan gravades, sinó que disposen de sotoba, tauletes de fusta que porten el nom del difunt. Algunes tombes tenen jardins privats, coberts amb arbustos petits i envoltats per vorades baixes, a més d'haver una presència nombrosa de llanternes de pedra, pagodes, roques o bonsais. També hi ha creus cristianes, com les del recinte commemoratiu dels membres de la Societat del Sagrat Cor de Tòquio.

## Història
Les terres sobre la qual hi ha el cementiri era antigament una propietat del shōgun, servia com a camp d'entrenament de caça dels seus falcons, i acostumaven a viure-hi els falconers i també els encarregats de les gosseres. Amb la Restauració Meiji el govern de la prefectura de Tòquio va adquiri el terreny i va establir-hi un dels cementiris de la ciutat. Aquesta idea d'obrir un cementiri públic va ser importada d'Occident i fou afavorida pel decret de prohibició de les incineracions (1873-1875), que adduïa que el fum de les pires representava un risc per a la salut i la pràctica era poc respectuosa amb el difunt. No obstant això, també és probable que el govern Meiji preferís promoure pràctiques pròpiament japoneses vinculades al xintoisme, més que no pas la cremació, lligada al budisme. La pràctica d'incinerar posteriorment va ser restablerta per la logística de l'espai i els beneficis sanitaris que suposava la cremació.

## Persones enterrades
Entre d'altres, hi estan enterrats:
- John Manjirō (1827-1898), traductor
- Lafcadio Hearn (1850-1904), escriptor i orientalista
- Ginko Ogino (1851-1913), metgessa
- Natsume Sōseki (1867-1917), escriptor
- Kosuoko Otsuka (1875-1910), escriptora
- Kafu Nagai (1879-1959), escriptor
- Hideki Tojo (1884-1948), militar i primer ministre
- Yumeji Takehisa (1884-1934), pintor i il·lustrador
- Yasuo Hisamatsu (1918-1982), actor
- Taku Izumi (1930-1992), músic i compositor